# Bruno Lanteri

Pio Bruno Pancrazio Lanteri, ou simplesmente Bruno Lanteri (12 de maio de 1759 - 5 de agosto de 1830), foi um padre católico e fundador da congregação religiosa dos Oblatos da Virgem Maria no Reino do Piemonte-Sardenha no noroeste da Itália no início do século 19 século. Sua vida espiritual e trabalho centrado nos Exercícios Espirituais de Santo Inácio de Loyola. Ele também foi conhecido por desafiar o jansenismo ao distribuir livros e outras publicações que promoviam a teologia moral de Santo Afonso de Ligório, bem como por estabelecer sociedades para continuar esse trabalho.
A causa de canonização de Lanteri começou em 1920 e ele foi declarado Venerável pelo Papa Paulo VI em 1965.

## Carisma pessoal

### Ascetismo
A vida de Lanteri foi marcada por sofrimentos físicos decorrentes de problemas pulmonares que restringiam sua capacidade de falar em público e sua visão deficiente, por isso procurava frequentemente um assistente para ler em voz alta. Aos dezessete anos buscou a quietude e a oração da vida monástica cartuxa e, embora sua entrada tenha sido impedida pela saúde frágil, manteve esse desejo de silêncio e solidão por toda a vida. Testemunhas de sua vida sugerem que ele atingiu o ápice da oração mística durante seus anos de prisão domiciliar sob Napoleão (1811–1814).

### Devoção a Maria
Com a morte da mãe de Lanteri em 1763, seu pai presenteou o menino de quatro anos a uma estátua de Maria em sua igreja paroquial, dizendo-lhe: "Ela é sua mãe agora." Desde então, Lanteri manteve uma devoção profunda e persistente a Maria e a comunicou a seus colegas e discípulos, chegando a declarar que o instituto religioso que fundou era principalmente obra de Maria e não sua.

## Bons livros
Depois de conhecer Nicolas Joseph Albert von Diessbach (25 de fevereiro de 1732 - 22 de dezembro de 1798) em Torino em 1779, Lanteri adotou a paixão de Diessbach pela distribuição de bons livros como um remédio com dimensões espirituais e humanas. O próprio Diessbach foi convertido do calvinismo de sua juventude e do agnosticismo de seus anos de militar pela leitura casual de um bom livro que expôs apaixonadamente as verdades do catolicismo. Com Lanteri, ele estabeleceu um grupo muito unido de leigos e clérigos chamado Amicizia Cristiana (Amizade Cristã), que trabalhou em conjunto para divulgar livros bem escritos e edificantes que inspiraram as pessoas a crescer na fé, contribuir para a sociedade e enfrentar as mudanças indesejáveis em suas vidas no início da Revolução Francesa. A Amicizia manteve catálogos de tais livros e administrou uma biblioteca secreta de empréstimo para apoiar este trabalho. Lanteri também comunicou essa paixão pela boa literatura aos Oblatos da Virgem Maria.

### Espiritualidade de discernimento
Diessbach, um ex-jesuíta (a Companhia de Jesus foi suprimida pelo Papa Clemente XIV em 1773) também apresentou Lanteri ao patrimônio espiritual de Santo Inácio de Loyola, particularmente seus Exercícios Espirituais. Nesta série de meditações guiadas, através das quais se torna mais atento aos movimentos do coração ( discernimento ) e às regras que as acompanham para adaptá-las às necessidades espirituais particulares das pessoas, Lanteri reconheceu um poderoso instrumento para o ministério pastoral, especialmente para a conversão. Ele os aplicou continuamente em sua própria vida e oração, recomendou-os a outros e estabeleceu grupos de pessoas que treinou para fazer o mesmo. Esses grupos acabaram cedendo à formação do Convitto Ecclesiastico (Residência sacerdotal)  e os Oblatos da Virgem Maria, a quem ele encarregou de continuar este trabalho.

## Contribuição para a teologia moral
Lanteri trabalhou para virar a maré do jansenismo, que se tornou popular na Europa nos séculos anteriores e manteve muitos adeptos em sua época, embora formalmente condenado pela Igreja Católica. Ele próprio defendeu certos princípios jansenísticos aos 20 anos, mas por influência do jesuíta Diessbach ele encontrou a teologia moral de Alphonsus Liguori e rejeitou definitivamente o jansenismo.
Lanteri posteriormente promoveu a teologia moral liguoriana, que se baseia na misericórdia e na esperança em contraste com um jansenismo condenatório e rigorista, tanto pessoalmente como aconselhando pessoas e jovens sacerdotes e institucionalmente por meio de várias publicações. Digno de nota é seu livro de 1823, publicado anonimamente em francês, intitulado Réflexions sur la sainteté et la doctrine du Bienheureux Liguori ( Reflexões sobre a santidade e os ensinamentos do Beato Ligório ). Logo foi traduzido para o italiano e depois para o espanhol. Nesta obra em prosa, Lanteri descreve o caráter de Ligório e seu ensino doutrinário, particularmente sua teologia moral. O livro inclui um catálogo exaustivo das obras escritas de Ligório, que foi uma ajuda substancial para o comitê do Vaticano que revisou a vida e as obras de Afonso.
Estudiosos como Guerber demonstraram que Lanteri, junto com Diessbach e seus associados no norte da Itália e França, foi em grande parte responsável pela familiaridade generalizada entre o clero com a teologia moral de Alfonso de Ligório e sua utilidade para combater o jansenismo e realizar sua missão evangélica. Um ponto persistente do ensino de Lanteri era seguir sempre o magistério da Igreja; os escritos de Alfonso de Ligório foram oficialmente declarados "livres de qualquer coisa digna de censura", e Lanteri sempre usou esse fato para apoiar sua própria promoção do ensino de Ligório.

## Escritos
- Lanteri, Bruno (1823). Réflexions sur la sainteté et la doctrine du Bienheureux Liguori (em francês). Lyon: Perisse Frères
- Lanteri, Bruno (1976).  Calliari, ed. Carteggio del Venerabile Pio Bruno Lanteri (1759–1830) fondatore della Congregazione degli Oblati di Maria Vergine (em italiano). Torino: Editrice Lanteriana. OCLC 3617374